# 8496 Jandlsmith
8496 Jandlsmith eller 1990 QO3 är en asteroid i huvudbältet som upptäcktes den 16 augusti 1990 av Oak Ridge-observatoriet. Den är uppkallad efter Jim och Laurie Smith.
Asteroiden har en diameter på ungefär 13 kilometer och den tillhör asteroidgruppen Eos.